# Rataje, Tábor
Rataje là một làng thuộc huyện Tábor, vùng Jihočeský, Cộng hòa Séc.